# Северный-Первый
Северный-Первый — посёлок в Белгородском районе Белгородской области. Входит в состав Беломестненского сельского поселения.

## География
Посёлок расположен на юго-западе региона и на расстоянии примерно 18 км по прямой к северо-востоку от административного центра района — Майского.
Часовой пояс
Посёлок Северный-Первый как и вся Белгородская область, находится в часовой зоне МСК (московское время). Смещение применяемого времени относительно UTC составляет +3:00.

## Население
| 2002 | 2010 |
| ---- | ---- |
| 5    | ↗196 |

Национальный состав
Согласно результатам переписи 2002 года, в национальной структуре населения
русские составляли 100 % из 6 чел..